# アレハンドロ・ザッコ
アレハンドロ・ザッコ (Alejandro Zacco、1977年（昭和52年）3月7日 - ) は、アルゼンチンのプロダンサー、振付師。ブエノスアイレス出身。血液型はA型。身長180cm。

## 略歴
1999年10月に初来日、日本で初めてのアルゼンチン人プロダンサーである。長年に渡り日本のアルゼンチンタンゴ界をリードして来たザッコは日本テレビ「シャル・ウィ・ダンス? (テレビ番組)」で松坂慶子さんに振り付けと本番で共演、NHK教育テレビジョン「今夜もあなたとタンゴを踊ろう」講師、NHKニューイヤーオペラコンサート、Mx東京TV「ワールド・タンゴ・フェスティバル」他、多数TVや舞台に出演。名メディアの取材を通じて普及活動を行った。アルゼンチンのTV、タンゲリアとミロンガ (場所)に出演。アルゼンチン国内、全日本と世界各地でツアーを行った。

## 出演したテレビ番組
- 「タンゴTV」Sólo Tango（1997年アルゼンチン）。
- THE夜もヒッパレ（1999年日本テレビ）。
- クラシック・ロイヤルシート（2000年NHK BS2）。
- FNNスーパーニュース（2000年フジテレビジョン）。
- ワンダフル (テレビ番組)（2000年TBS）。
- トゥナイト2（2000年テレビ朝日）。
- 「ニューイヤー・オペラ・コンサート」（2000年NHK）。
- 「タンゴ・フェスタ」（2001年NHK BS2）。
- 「子供の日スペシャル」（2001年NHK BS2）だんご3兄弟を踊ります。
- 「今夜もあなたとタンゴを踊ろう」（2003年NHK趣味悠々）。
- 「タンゴ・リベルタ　2003」（2003年NHKデジタル衛星ハイビジョン）。
- 「タンゴ・リベルタ　2004」（2004年NHK bs Hi ）。
- どんまい!（2005年NHK夜の連続ドラマ）。
- 「第一回ワールド・タンゴ・フェスティバル」（2005年TOKYO MX）。
- シャル・ウィ・ダンス? (テレビ番組)（2006年日本テレビ）。
- 「タンゴ・クラブ」日本初のタンゴレギュラー番組（2006年TOKYO MX）。
- 「１０周年スペシャル」（2006年WOWOW）。
- 「第二回ワールド・タンゴ・フェスティバル」（2006年TOKYO MX）。
- SmaSTATION!!（2006年テレビ朝日）。
- ウタワラ（2006年日本テレビ）。
- 「第三回ワールド・タンゴ・フェスティバル」（2007年TOKYO MX）。
- 「クリニカTV」Crónica Televisión（2009～2010年アルゼンチン）。
- 「ブエノスアイレス都立TV」Canal de la Ciudad（2009～2011年アルゼンチン）。

## ラジオ
- 横浜エフエム放送（2002年）。
- J-WAVE（2002年）。

## CM
- Vodafone 803T（2005年）。

## 書籍
- 「ファースト・ガール」 小学館 (2002年）モデル。
- 「今夜もあなたとタンゴを踊ろう」NHK出版 (2003年）モデル。